# Jeravița, Loveci
Jeravița (în bulgară Жеравица) este un sat în comuna Troian, regiunea Loveci,  Bulgaria. 

## Demografie
Componența etnică a satului Jeravița
     Bulgari (62,5%)
     Nicio identificare (37,5%)
     Altele (0%)
La recensământul din 2011, populația satului Jeravița era de 8 locuitori. Din punct de vedere etnic, majoritatea locuitorilor (62,5%) erau bulgari. Pentru 37,5% din locuitori nu este cunoscută apartenența etnică.